# Заливчий, Андрей Иванович
Андрей Иванович Заливчий (14 (26) октября 1892, село Млыны, ныне Полтавского района Полтавской области — 13 декабря 1918, Чернигов) — украинский политический деятель и писатель.

## Биография
Родился в бедной крестьянской семье. Был внебрачным ребёнком владельца имения в с. Млыны, харьковского банкира Рубинштейна. На его средства окончил с золотой медалью 1-ю Харьковскую мужскую гимназию и поступил на юридический факультет Харьковского университета (1913).
Был руководителем студенческого движения Харькове, членом ЦК Социалистического юношеского союза.
В 1915 был одним из организаторов студенческого выступления против отправки на фронт неблагонадежных студентов. За это в том же году его приговорили к пожизненной ссылке в Тургайский край (ныне Казахстан).
После Февральской революции 1917 вернулся в марте на Украину. Работал в Зенькове (ныне Полтавской области) редактировал газету «Зиньковская народная управа», принимал участие в создании земельных комитетов в округе Зенькова.
Был членом Украинской Центральной Рады, ЦК Селянской спилки. Принадлежал к Украинской партии социалистов-революционеров (УПСР), входил в состав её Харьковской организации, был одним из основателей так называемой «фракции левобережцев». Поддерживал ориентацию левого крыла УПСР (боротьбистов) на союз с большевиками.
На Полтавском губернском съезде советов 25 февраля 1918 г. избран председателем президиума Полтавского губисполкома.
После установки гетманского режима перешёл на подпольное положение. В мае 1918 г. избран членом ЦК УПСР, вошел в состав украинского повстанческого комитета, который руководил подготовкой восстания против гетмана Павла Скоропадского. Как член ЦК УПСР (боротьбистов) инспектировал повстанческие отряды.
В декабре 1918 по приказу украинского военно-революционного комитета возглавил восстание против гетмана в Чернигове. Во время боя броневик, в котором находился А. Заливчий, пришёл в негодность и остановился. Когда Андрей выскочил из машины, гетманцы закололи его штыками.
Похоронен в Чернигове на городском кладбище.

## Творчество
Написал автобиографический цикл новелл «Из детских лет» («З літ дитинства» — К., 1919; «Дитинство» — К., 1929), имеющих импрессионистский характер. Новеллы привлекают психологизмом, лиричностью, драматической исповедальностью о голодном и холодном детстве («Есть», «Родина», «Обкладки»), сочувствием к обездоленным («Школа», «С благородными детьми»).
По тематике и стилю новеллы Заливчего близки к рассказам Архипа Тесленко, Степана Васильченко.

## Память
- В 1919 году одной из улиц Чернигова присвоено имя Заливчего.
- Современная улица Парижской Коммуны в Полтаве в 1919—1923 годах называлась в честь Заливчего.
- В 1926 году в Киеве Совскую улицу переименовали в улицу Заливчего. Это название продержалось до 1952 года, ныне это улица Физкультуры.
- Одна из улиц в Опошне тоже носит название в честь Андрея Заливчего.